# CEDAM
CEDAM (Casa Editrice Dott. Antonio Milani) è una casa editrice italiana, specializzata in testi di diritto, economia e medicina.

## Storia
Fondata nel 1902 a Padova da Antonio Milani (1875-1963), è specializzata in pubblicazioni scientifiche e universitarie.
Con il tempo ha diversificato la sua produzione editoriale: i suoi manuali accademici sono dedicati alle discipline giuridiche, economiche ma anche umanistiche. Oggi pubblica anche testi rivolti ai professionisti del settore giuridico ed economico.
Nel 2006 è stata acquisita dalla multinazionale olandese dell'editoria Wolters Kluwer.
Il suo catalogo conta circa 6.000 volumi, mentre i nuovi volumi pubblicati ogni anno sono circa 300.